# Adenina
|  | Aquest article tracta sobre el grup funcional o la molècula aïllada. Si cerqueu el nucleòsid que forma l'ADN, vegeu «monofosfat de desoxiadenosina». |

L'adenina és una base nitrogenada que entre altres forma part com a grup funcional a l'ADN i l'ARN del grup de les purines que en el codi genètic es representa amb la lletra A majúscula. Sempre s'aparella amb la timina per mitjà dos ponts d'hidrogen, la qual cosa dona poca estabilitat a la cadena i en facilita la desnaturalització i la formació d'estructures com la caixa TATA. El seu nucleòsid s'anomena adenosina.
Un cop fosforilada, l'adenosina forma els nucleòtids monofosfat d'adenosina (AMP), difosfat d'adenosina (ADP) i trifosfat d'adenosina (ATP), amb un, dos o tres grups fosfat, respectivament. Aquests nucleòtids són molt importants com a intercanviadors energètics, ja que permeten la transferència d'energia en les reaccions catabòliques i anabòliques del metabolisme, de tal manera que la fosforilació de l'ADP en ATP comporta l'emmagatzematge de l'energia alliberada en una reacció catabòlica en forma d'enllaç químic. La hidròlisi de l'adenina s'aprofita en les reaccions anabòliques per tal d'aconseguir la biosíntesi d'altres molècules que necessiten aquesta aportació energètica.
Anys enrere la literatura sovint es referia a l'adenina com a vitamina B₄, integrant del complex vitamínic B, però avui ja no se la considera una vertadera vitamina. Tanmateix, dues altres vitamines B, la niacina i la riboflavina, s'uneixen a l'adenina per formar cofactors essencials: la nicotinamida adenina dinucleòtid (NAD) i el dinucleòtid de flavina i adenina (FAD), respectivament.
Hermann Emil Fischer fou un dels primers científics que estudià l'adenina i Albrecht Kossel l'esmentà el 1885, amb aquest nom, que prové del grec aden (pàncrees), perquè la mostra que Kossel feu servir provenia d'aquest òrgan.
El 1959 el bioquímic català Joan Oró va sintetitzar artificialment l'adenina per primera vegada, a partir de la polimerització d'amoni amb cinc molècules d'àcid cianhídric (HCN) en dissolució aquosa. Aquesta troballa, al costat de la síntesi d'aminoàcids aconseguida el 1953 en l'experiment de Miller i Urey, van marcar el naixement d'una nova especialitat: la química prebiòtica, és a dir, la síntesi de compostos orgànics a partir dels inorgànics.